# لی اندرسون (سیاستمدار بریتانیایی)
لی اندرسون (زاده ۶ ژانویه ۱۹۶۷) یک سیاستمدار بریتانیایی است که از سال ۲۰۱۹ به عنوان نماینده پارلمان بریتانیا (MP) است. او یکی از اعضای حزب محافظه کار است. اندرسون به عنوان یک نماینده مستقل در مجلس عوام حضور دارد و در فوریه ۲۰۲۴ فعالیت محافظه‌کاران به حالت تعلیق درآمد.
اندرسون در ۶ ژانویه ۱۹۶۷ در ناتینگهام شایر به دنیا آمد. پدرش معدنچی زغال سنگ بود. اندرسون در مدرسه ابتدایی جان دیویس و مدرسه اشفیلد تحصیل کرد.

## شغل
اندرسون در جوانی عضو اتحادیه ملی کارگران معدن آرتور اسکارگیل بود و برای مایکل فوت حزب کارگر در انتخابات عمومی سال ۱۹۸۳ مبارزات انتخاباتی انجام داد. او از اسکارگیل، دنیس اسکینر و تونی بن به عنوان تأثیرات مهم در باورهای سیاسی اولیه خود یاد می‌کند.
اندرسون به مدت ده سال در یک معدن زغال سنگ کار کرد و سپس برای ده سال دیگر برای مشاوره شهروندان داوطلب شد و در نهایت در آن کار کرد. پس از آن، او در خوابگاه‌های حمایت از افراد بی خانمان کار کرد.

## زندگی شخصی
اندرسون با سینید ازدواج کرده‌است، یک شورای محافظه کار در شورای منطقه مانسفیلد که از سال‌های ۲۰۱۹ تا ۲۰۲۳ و سپس تامپسون از سال ۲۰۲۳ در منطقه ای آکرینگ را نمایندگی کرد. او دارای فیبروسی سستی است و قبلاً برای این بیماری پیوند ریه دوگانه ای داشته‌است. او همچنین دو پسر از یک ازدواج قبلی دارد. سن ۳۶ سالگی او از سرطان بیضه درمان شد.